# Grab the Moment
A Grab the Moment (magyarul: Megragadni a pillanatot) a norvég Jowst dala, mellyel Norvégiát képviselte a 2017-es Eurovíziós Dalfesztiválon, Kijevben. A dal az NRK által szervezett Melodi Grand Prix nemzeti döntőben nyerte el az eurovíziós indulás jogát. A dalban jelöletlenül közreműködött Aleksander Walmann norvég énekes is.

## Eurovíziós Dalfesztivál
A dal a 2017. március 11-én rendezett norvég nemzeti döntőben nyerte el az eurovíziós indulás jogát.
A dalt az Eurovíziós Dalfesztiválon először a május 11-i második elődöntőben adta elő, fellépési sorrendben tizenkettedikként a Horvátországot képviselő Jacques Houdek My Friend című dala után és a Svájcot képviselő Timebelle Apollo című dala előtt. Az elődöntőből az ötödik helyen jutott tovább a május 13-i döntőbe, ahol fellépési sorrendben tizenhetedikként lépett fel a Spanyolországot képviselő Manel Navarro Do It for Your Lover című dala után és az Egyesült Királyságot képviselő Lucie Jones Never Give Up on You című dala előtt. A pontozás során a zsűri szavazáson összesítésben a hatodik helyen végzett 129 ponttal (Németországtól maximális pontot kapott), míg a nézői szavazáson a tizenötödik helyen végzett 29 ponttal, így összesítésben 158 ponttal a verseny tizedik helyezettje lett.
A következő norvég induló Alexander Rybak That’s How You Write a Song című dala volt a 2018-as Eurovíziós Dalfesztiválon.

## Háttér
A dalt eredetileg nem az Eurovíziós Dalfesztiválra írták, és Making a Hit munkacímet viselte a kezdetekben, majd Jonas McDonnell szövegíró írt raprészt a dalhoz. A munkálatok közben Joakim With Steen zeneszerző meghívta a zene iránt érdeklődő barátait egy zárt Facebook-csoportba, melynek az volt a címe, hogy JOWST – Making a Hit. A zárt csoportban tanácsokat és javaslatokat kért barátaitól a dal jobbá tételéhez, és a visszajelzések érkezésekor változtatott a dalon. Összesen mintegy 100 javaslatot kapott, mely 22 különböző vázlaton volt szétosztva.
Végül Steen a vázlatok közül a Grab the Moment című dalt fejezte be, majd elküldte több lemezkiadónak, azonban senkitől nem kapott visszajelzést. Leginkább szórakozásból beküldte a dalt az NRK-nak is, amely 2017 januárjában bejelentette, hogy bejutott vele a 2017-es Eurovíziós Dalfesztivál norvég előválogatójába. Steen először azt gondolta, hogy visszautasítja a részvételi lehetőséget, viszont később úgy döntött, hogy mégis részt vesz a műsorban.
Ez követően kezdett el énekest keresni a dalhoz. Végül két különböző előadó énekelte fel a dalt, és közülük Aleksander Walmannra esett a választás, aki 2012-ben a norvég TV2 The Voice című tehetségkutató műsorának döntőse volt. Steen azért választotta Walmannt, mert kettejük között működött a legjobban a kémia.